# Willy Teirlinck
Willy Teirlinck (Teralfene, Affligem, 10 d'agost de 1948) és un ciclista belga, ja retirat, que fou professional entre 1970 i 1986. Durant la seva carrera esportiva aconseguí un centenar de victòries, sent les més destacades cinc etapes al Tour de França, dues a la Volta a Espanya i el Campionat de Bèlgica en ruta de 1975. Un cop retirat dirigí diferents formacions ciclistes, com ara l'Histor-Sigma, el Collstrop o el Veranclassic-Ago.
Una cursa ciclista disputada cada any a Liedekerke port el nom de Willy Teirlinck Classic en record seu.

## Palmarès
- 1970
  - 1r al Gran Premi dels Marbrers
  - Vencedor d'una etapa al Tour d'Algèria
- 1971
  - Vencedor de 3 etapes a l'Etoile des Espoirs
  - 1r a la Fletxa costanera
- 1972
  - Vencedor de 3 etapes al Tour de França
- 1973
  - Vencedor d'una etapa al Tour de França
  - Vencedor d'una etapa a l'Etoile des Espoirs
- 1974
  - 1r al Gran Premi de Denain
  - 1r al Gran Premi de Fourmies
  - 1r al Stadsprijs Geraardsbergen
  - Vencedor d'una etapa a la Volta a Luxemburg
- 1975
  -  Campió de Bèlgica en ruta
  - Vencedor d'una etapa al Tour de l'Oise
- 1976
  - 1r al Gran Premi Pino Cerami
  - Vencedor d'una etapa al Tour de França
  - Vencedor de 2 etapes al Tour de l'Aude
- 1977
  - 1r al Tour de l'Oise i vencedor d'una etapa
  - Vencedor d'una etapa a l'Etoile des Espoirs
  - Vencedor d'una etapa al Tour de l'Aude
- 1978
  - 1r al Tour de l'Oise
  - Vencedor de 2 etapes a la Volta a Espanya
- 1979
  - Vencedor de 2 etapes a la Volta a Aragó
- 1980
  - Vencedor d'una etapa a la Volta a Alemanya
- 1981
  - 1r al Gran Premi Marcel Kint
- 1982
  - 1r al Circuit des frontières
- 1984
  - 1r a la Brussel·les-Ingooigem
  - 1r a la Gullegem Koerse

### Resultats al Tour de França
- 1971. 75è de la classificació general
- 1972. 66è de la classificació general. Vencedor de 3 etapes. 1r de la Classificació dels esprints intermedis
- 1973. 60è de la classificació general. Vencedor d'una etapa.  Porta el mallot groc durant un sector d'etapa
- 1974. 65è de la classificació general
- 1975. 45è de la classificació general
- 1976. 67è de la classificació general. Vencedor d'una etapa
- 1977. Abandona (17a etapa)
- 1978. 38è de la classificació general
- 1979. 56è de la classificació general. 1r de la Classificació dels esprints intermedis
- 1981. 111è de la classificació general

### Resultats a la Volta a Espanya
- 1978. 25è de la classificació general. Vencedor de 2 etapes